# Bentley Turbo R
Der Bentley Turbo R ist ein von 1985 bis 1997 gebauter PKW der Automarke Bentley. Er bescherte der angeschlagenen Marke erstmals wieder größere Verkaufszahlen und ein deutlich jüngeres Publikum.

## Geschichte und Technik
Der Turbo R wurde 1985 beim Genfer Auto-Salon vorgestellt. Sein Vorgänger, der Mulsanne Turbo, sollte eigentlich weiterhin im Programm bleiben, die Produktion wurde aber bereits Ende 1985 eingestellt, da die Nachfrage sehr schnell gesunken war. Zu klar überlegen waren die Leistung und das Handling des Bentley Turbo R.

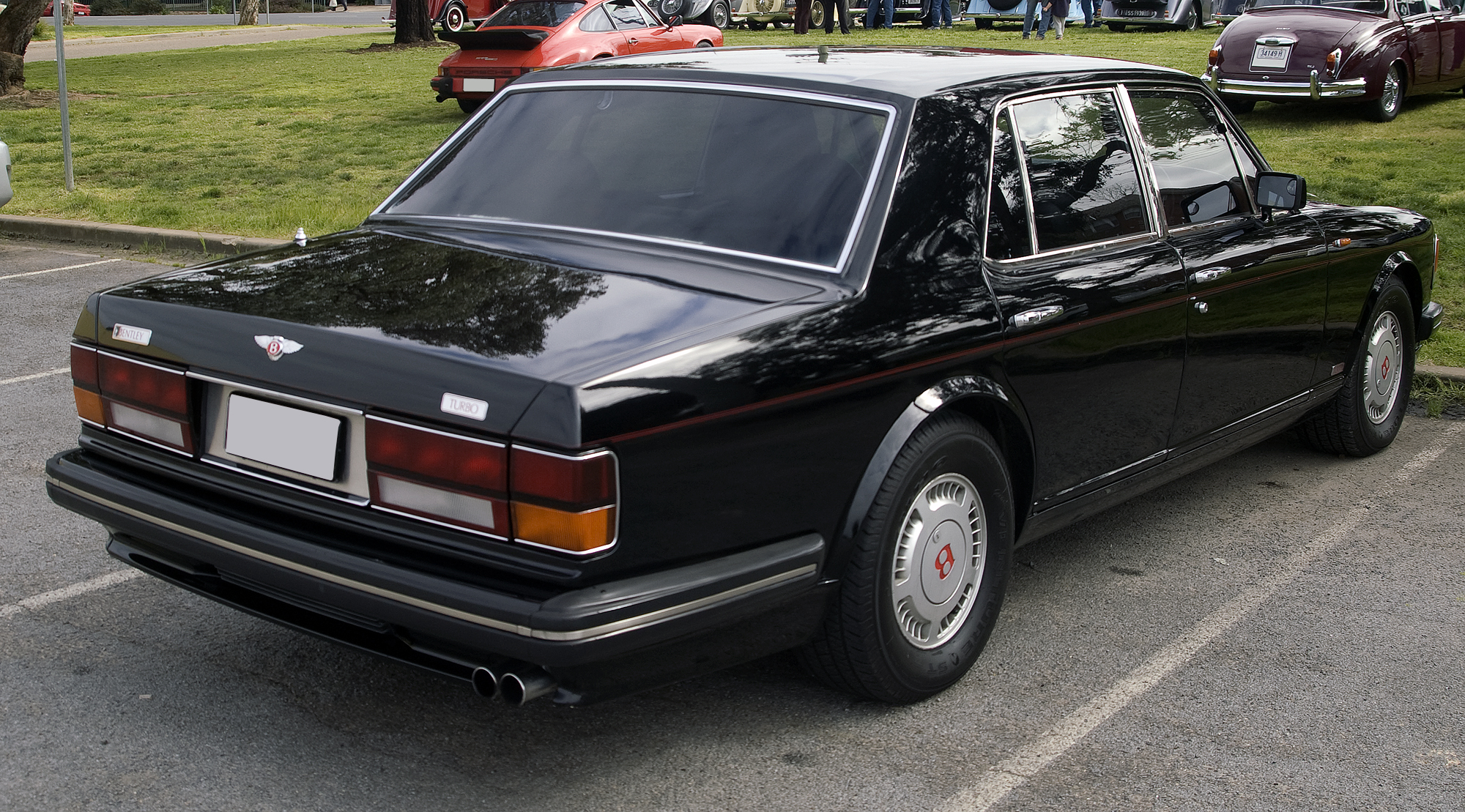
Bentley Turbo R

Der sportlich straff ausgelegte Wagen erreichte mit 235 kW (320 PS) eine Höchstgeschwindigkeit von etwa 230 km/h. Das „R“ im Namen steht für den englischen Begriff „roadholding“ und weist auf das endlich modernen Fahrzeugen entsprechende Fahrwerk hin, mit dem die Fahrleistungen nicht nur auf ebener und gerader Strecke auf die Straße gebracht werden konnten. Die gegenüber seinem Vorgänger deutlich modifizierten Radaufhängungen vorn und hinten in Verbindung mit einer veränderten, sportlicheren Fahrwerksabstimmung, Leichtmetallfelgen mit breiteren Reifen und ein aerodynamisch wirksamer Frontspoiler gaben dem Wagen trotz seines Leergewichtes von fast 2.400 kg die Straßenlage eines Sportwagens.
Anfangs wurde der Turbo R ebenso wie der Mulsanne Turbo noch mit dem Doppelregistervergaser Solex 4A1 ausgeliefert, für 1988 kam dann die leistungssteigernde Bosch MK-Motronic und 1990 eine K-Motronic Einspritz- und Zündanlage zum Einsatz. Ebenso wurde nun ABS serienmäßig. Ab 1995 Zytek EMS3 Motor-Management für Einspritz- und Zündvorgänge.
Im Jahre 1992 wurde der 3-Gang-Automat von einem mit vier Stufen abgelöst.
Ab 1995 wurde der Turbo R mit leistungsgesteigertem Motor und einer Höchstgeschwindigkeit von maximal 250 km/h (abgeregelt wegen der Reifen) unter der Bezeichnung New Turbo R ausgeliefert. Rolls-Royce wies ausdrücklich darauf hin, dass dieses Modell eigenständig war. Vorausgegangen war dieser Variante ab Ende 1994 ein leistungsgesteigerter Turbo S.
Der Turbo R erreichte für die Marke Bentley ungewöhnlich hohe Verkaufszahlen und wurde zum Bestseller in der Firmengeschichte des englischen Traditionshauses. Insgesamt wurden ca. 6.000 Fahrzeuge hergestellt. Erst 1997 wurde das Modell durch den Bentley Turbo RT abgelöst.

## Produktionszahlen
- Original Turbo R: 5864
  - kurzer Radstand: 4653
  - langer Radstand: 1211
- New Turbo R: 1366
  - kurzer Radstand: 543
  - langer Radstand: 823

### Technische Daten Bentley Turbo R und Turbo S
| Bentley:                                   | Turbo R | Turbo S |
| ------------------------------------------ | --- | --- |
| Motor:                                     | 8-Zylinder-V-Motor (Viertakt), Gabelwinkel 90° | 8-Zylinder-V-Motor (Viertakt), Gabelwinkel 90° |
| Hubraum:                                   | 6750 cm³ | 6750 cm³ |
| Bohrung × Hub:                             | 104,1 × 99,1 mm | 104,1 × 99,1 mm |
| Leistung bei 1/min:                        | ca. 265 kW (360 PS) bei 4200 | ca. 300 kW (408 PS) bei 4100 |
| Max. Drehmoment bei 1/min:                 | ca. 750 Nm bei 2000 | ca. 800 Nm bei 2000 |
| Verdichtung:                               | 8,0:1 | 8,0:1 |
| Gemischaufbereitung:                       | Anfangs Doppelregistervergaser Solex 4A1, später Elektronische Einspritzung, Bosch, Turbolader Garrett T04B, Ladeluftkühler, max. Ladedruck 0,49 (R)/0,56 (S) bar | Anfangs Doppelregistervergaser Solex 4A1, später Elektronische Einspritzung, Bosch, Turbolader Garrett T04B, Ladeluftkühler, max. Ladedruck 0,49 (R)/0,56 (S) bar |
| Ventilsteuerung:                           | Zentrale Nockenwelle, Antrieb über Zahnräder | Zentrale Nockenwelle, Antrieb über Zahnräder |
| Kühlung:                                   | Wasserkühlung | Wasserkühlung |
| Getriebe:                                  | 4-Gang-Automatik (GM Hydramatic 4L80E) | 4-Gang-Automatik (GM Hydramatic 4L80E) |
| Radaufhängung vorn:                        | Doppeldreiecklenker, Schraubenfedern | Doppeldreiecklenker, Schraubenfedern |
| Radaufhängung hinten:                      | Schräglenker, Schraubenfedern, hydropneumatische Federbeine mit Niveauregulierung                                                                                 | Schräglenker, Schraubenfedern, hydropneumatische Federbeine mit Niveauregulierung                                                                                 |
| Bremsen:                                   | Vierrad-Scheibenbremsen (vorn innenbelüftet, Durchmesser v/h 28 cm), Bremskraftverstärker, Bosch-ABS                                                              | Vierrad-Scheibenbremsen (vorn innenbelüftet, Durchmesser v/h 28 cm), Bremskraftverstärker, Bosch-ABS                                                              |
| Lenkung:                                   | Zahnstangenlenkung, servounterstützt | Zahnstangenlenkung, servounterstützt |
| Karosserie:                                | Stahlblech, selbsttragend, vorderer und hinterer Hilfsrahmen | Stahlblech, selbsttragend, vorderer und hinterer Hilfsrahmen |
| Spurweite vorn/hinten:                     | 1535/1535 mm | 1535/1535 mm |
| Radstand:                                  | 3060 mm (kurzer Radstand) 3160 mm (langer Radstand) | 3060 mm (kurzer Radstand) 3160 mm (langer Radstand) |
| Abmessungen:                               | 5270 × 1885 × 1485 mm LWB: 5370 × 1885 × 1485 mm | 5270 × 1885 × 1485 mm LWB: 5370 × 1885 × 1485 mm |
| Leergewicht:                               | 2450 kg | 2470 kg |
| Höchstgeschwindigkeit:                     | 236 km/h | 250 km/h |
| 0–100 km/h:                                | 6,6 s | 6,1 s |
| Verbrauch (Liter/100 Kilometer, ECE-Norm): | 10,6/13,3/25,6 S | 10,6/13,3/25,6 S |
| Preis (DM): (SFr)                          | 376.182–420.037 (1995) 302.673–342.291 (1995) | n. a. n. a. |

## Testbericht
Plus:
- Sehr hochwertige Materialien: Leder, poliertes Holz, Chrom.
- Großzügige Platzverhältnisse
- Sehr leistungsfähiger Motor

Minus:
- Schwächen bei der Federung:
- Hohe Unterhaltskosten (Komplizierte Hydraulik und Elektrik)
- Hohe Ersatzteilpreise
- Sehr hoher Verbrauch